# Parquet Courts
Parquet Courts ist eine US-amerikanische Rockband, die 2010 im New Yorker Stadtteil Brooklyn gegründet wurde. Die Band bezeichnet ihre Musik als „Americana Punk“.

## Geschichte

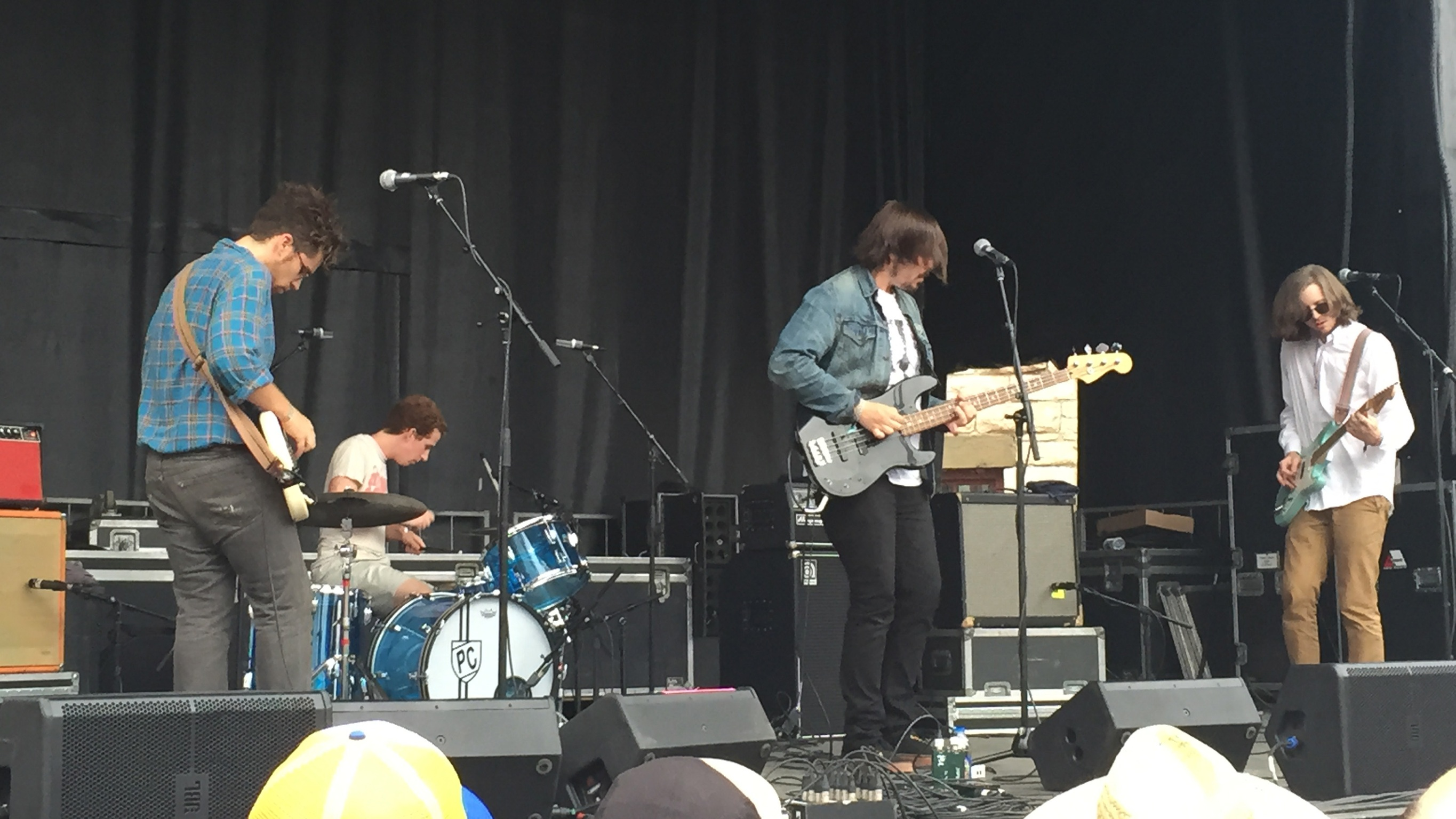
Parquet Courts 2015 in North Adams

Parquet Courts formierte sich 2010 in New York, obwohl die Mitglieder Andrew und Max Savage aus Denton, Texas, Austin Brown aus Beaumont, Texas und Sean Yeaton aus Boston stammen. Andrew Savage spielte zuvor in den Indie-Bands Teenage Cool Kids und Fergus & Geronimo. Parquet Courts veröffentlichten 2011 ihr Debütalbum American Specialties exklusiv auf Kompaktkassette, ein Jahr später folgte eine Langspielplatte. Der Nachfolger Light Up Gold (2012) erschien über das Indie-Label Dull Tools und wurde zu einem Kritikererfolg. Mit dem dritten Album Sunbathing Animal konnte sich die Band 2014 erstmals auch in den Albencharts platzieren. Fünf Monate später folgte bereits das nächste Album Content Nausea, welches jedoch unter dem Alias Parkay Quarts veröffentlicht wurde, da es größtenteils von Andrew Savage und Brown eingespielt wurde und die übrigen Mitglieder Yeaton und Max Savage aus privaten Gründen verhindert waren. Für das 2016 erschienene Album Human Performance erhielt Parquet Courts eine Grammy-Nominierung in der Kategorie Best Recording Package. 2017 arbeiteten sie mit dem italienischen Komponisten Daniele Luppi für das Album Milano zusammen. Im Mai 2018 erschien ihr sechstes Studioalbum Wide Awake!, das von Danger Mouse produziert wurde.

## Diskografie
Studioalben

| Jahr | Titel                | Höchstplatzierung, Gesamtwochen, AuszeichnungChartplatzierungen (Jahr, Titel, Platzierungen, Wochen, Auszeichnungen, Anmerkungen) | Höchstplatzierung, Gesamtwochen, AuszeichnungChartplatzierungen (Jahr, Titel, Platzierungen, Wochen, Auszeichnungen, Anmerkungen) | Höchstplatzierung, Gesamtwochen, AuszeichnungChartplatzierungen (Jahr, Titel, Platzierungen, Wochen, Auszeichnungen, Anmerkungen) | Höchstplatzierung, Gesamtwochen, AuszeichnungChartplatzierungen (Jahr, Titel, Platzierungen, Wochen, Auszeichnungen, Anmerkungen) | Anmerkungen                                                              |
| Jahr | Titel                | DE | CH | UK | US | Anmerkungen                                                              |
| ---- | -------------------- | --- | --- | --- | --- | ------------------------------------------------------------------------ |
| 2011 | American Specialties | — | — | — | — | Nur auf Kompaktkassette; Limitiert auf 100 Exemplare                     |
| 2012 | Light Up Gold        | — | — | — | — | Erstveröffentlichung: 18. August 2012                                    |
| 2014 | Sunbathing Animal    | — | — | UK55 (1 Wo.)UK | US55 (2 Wo.)US | Erstveröffentlichung: 3. Juni 2014                                       |
| 2014 | Content Nausea       | — | — | — | — | Erstveröffentlichung: 28. November 2014 Als Parkay Quarts veröffentlicht |
| 2016 | Human Performance    | — | — | UK50 (1 Wo.)UK | US118 (1 Wo.)US | Erstveröffentlichung: 8. April 2016                                      |
| 2018 | Wide Awake!          | — | CH64 (1 Wo.)CH | UK27 (1 Wo.)UK | US122 (1 Wo.)US | Erstveröffentlichung: 18. Mai 2018                                       |
| 2021 | Sympathy for Life    | DE96 (1 Wo.)DE | — | UK42 (1 Wo.)UK | — | Erstveröffentlichung: 22. Oktober 2021                                   |

Extended Plays
- 2013: Tally All the Things That You Broke (als Parkay Quarts)
- 2015: Monastic Living

Livealben
- 2015: Live at Third Man Records

Singles
- 2013: Borrowed Time
- 2014: Sunbathing Animal
- 2014: Black and White
- 2014: Bodies Made Of
- 2016: Dust
- 2016: Outside
- 2016: Berlin Got Blurry
- 2017: Captive of the Sun
- 2017: Soul and Cigarette
- 2017: Talisa
- 2017: Mount Napoleon
- 2018: Almost Had to Start a Fight / In and Out of Patience
- 2018: Wide Awake
- 2018: Mardi Gras Beads / Seems Kind of Silly
- 2018: Total Football / Goofy vs. Pluto
- 2018: Today Your Love, Tomorrow The World

Kollaborationen
- 2017: Milano (mit Daniele Luppi)